# 奇克纳耶卡恩哈尔利
奇克纳耶卡恩哈尔利（Chiknayakanhalli），是印度卡纳塔克邦Tumkur县的一个城镇。总人口22360（2001年）。

## 人口
该地2001年总人口22360人，其中男性11195人，女性11165人；0—6岁人口2405人，其中男1214人，女1191人；识字率70.01%，其中男性为76.36%，女性为63.65%。